# Erycina zamorensis
Erycina zamorensis là một loài thực vật có hoa trong họ Lan. Loài này được (Dodson) N.H.Williams & M.W.Chase mô tả khoa học đầu tiên năm 2001.